# Октябрський (Усть-Тарцький район)
Октябрський (рос. Октябрьский) — селище у Усть-Тарцькому районі Новосибірської області Російської Федерації.
Входить до складу муніципального утворення Дубровінська сільрада. Населення становить 739 осіб (2010).

## Історія
Згідно із законом від 2 червня 2004 року органом місцевого самоврядування є Дубровінська сільрада.

## Населення
| 2002 | 2007 | 2010 |
| ---- | ---- | ---- |
| 697  | ↗772 | ↘739 |